# ダニエル・ヌゴム・コメ
ダニエル・ヌゴム・コメ（Daniel Armand Ngom Komé、1980年5月19日 - ）は、カメルーンの元サッカー選手。元カメルーン代表。ポジションはミッドフィールダー。

## 来歴
2000年7月にカメルーン代表デビュー。
9月にはU-23代表としてシドニーオリンピックに出場、カメルーンとして初優勝した。
2002年にはアフリカネイションズカップで優勝、FIFAワールドカップにも出場した。その後、アフリカネイションズカップ2004、アフリカネイションズカップ2006にも出場した。2009年までに35試合に出場、2得点をあげた。

## 代表歴

### 出場大会
- カメルーン代表
  - 2002 FIFAワールドカップ

### 試合数
- 国際Aマッチ 35試合 2得点（2000年-2009年）[1]

| カメルーン代表 | 国際Aマッチ | 国際Aマッチ |
| 年             | 出場        | 得点        |
| -------------- | ----------- | ----------- |
| 2000           | 1           | 0           |
| 2001           | 3           | 0           |
| 2002           | 10          | 0           |
| 2003           | 1           | 0           |
| 2004           | 2           | 0           |
| 2005           | 4           | 0           |
| 2006           | 4           | 0           |
| 2007           | 3           | 1           |
| 2008           | 2           | 1           |
| 2009           | 5           | 0           |
| 通算           | 35          | 2           |